# میرابیلیت (روسیه)
میرابیلیت (به لاتین: Mirabilit) یک منطقهٔ مسکونی در روسیه است که در سرزمین آلتای واقع شده‌است.